# Georges-Adam Junker
Pour les articles homonymes, voir Junker (homonymie).
Georges-Adam Junker ou Georg Adam Junker est un pédagogue, professeur d'allemand et traducteur allemand, né à Hanau dans la Hesse en 1716 ou en 1720, installé à Paris à partir de 1761, et décédé à Fontainebleau le 12 avril 1805. Il a publié des ouvrages pédagogiques, ainsi que des traductions d'ouvrages littéraires allemands (poésie, théâtre) en français.

## Biographie
Junker effectue ses études à Halle et à Iéna. Il dirige le collège de Hanau de 1746 à 1751 ; il y publie en 1750 Vorläufige Berichte von der Evangelisch Lutherischen Schule zu Hanau. Il devient le précepteur de Georg Ludwig von Edelsheim (de) et de son frère Wilhelm von Edelsheim (de), dont la famille est originaire de Hanau, et les accompagne à l'université de Göttingen, où il suit lui-même des cours et y demeure plusieurs années jusqu'à son doctorat en philosophie. De retour à Hanau, il y enseigne l'allemand aux officiers français qui y sont cantonnés, au moment de l’occupation française de la Hesse en 1760 et publie à Hanau en 1760 Nouveaux principes de la langue allemande à l’usage des François, qu'il dédie à Charles de Rohan-Soubise, qui commande l’armée du Rhin pendant la guerre de Sept Ans. 
Il s'établit à Paris en 1761. Il enseigne l'allemand à l'École royale militaire à partir de 1762 ; il publie des grammaires et des manuels de langue et littérature allemande à l'usage des élèves et adapte des textes littéraires à l'usage des classes d'allemand, comme le Robinson der Jüngere de Joachim Heinrich Campe dont le Journal de Nancy signale en 1785 qu'il est devenu le « livre classique dans l’École royale militaire de Paris, ainsi que dans celles de province » . 
Renvoyé en 1769, il donne des cours d'allemand, de droit, de géographie et d’histoire dont  il fait la publicité par voie de petites affiches. Il revient à l'École royale militaire en 1783, chargé du cours de morale et de droit public. 
Junker publie un Essai sur la poésie allemande de 40 pages dans le Journal étranger en septembre 1761 ; avec ses publications à Paris de 1769 à 1785 de traductions en français de textes littéraires d'auteurs allemands : Klopstock, Wieland, Moses Mendelssohn ou Lessing, il est l’un des principaux passeurs en France de la littérature allemande théâtrale et poétique de la seconde partie du XVIIIe siècle ; son Théâtre allemand en 1772, qu'il réédite et augmente en 1785, est la première anthologie proposée au public français,.  
Pendant la Révolution française, il est professeur de législation à l’École centrale de Seine-et-Marne, à Melun, puis à Fontainebleau. Il meurt dans cette ville en 1805.

## Œuvres

### Manuels
- Nouveaux principes de la langue allemande à l’usage des François, Hanau, aux dépens de l'auteur, 1760.
- Nouveaux principes de la langue allemande, pour l'usage de l'Ecole royale militaire, Paris, Jean-Baptiste-Guillaume Musier, 1762, 2 vol.
- Introduction à la lecture des auteurs allemands, pour l'usage de l'École royale militaire, Paris, Jean-Baptiste-Guillaume Musier, 1763, 340 p. (lire en ligne)[10].
- Freie Gedanken über einige Theile der Kriegskunst ; c'est-à-dire : Pensées libres sur différentes parties de l'art de la guerre. Nouvelle édition [...] revue & enrichie d'un vocabulaire allemand-françois. Pour l'usage de l'Ecole royale militaire, Paris, Jean-Baptiste-Guillaume Musier, 1764, 428 p.
- Choix de philosophie morale propre à former l'esprit et les mœurs, Avignon, chez la veuve Girard & François Seguin, 1771.
- Recueil historique, ou Choix de pieces morales, instructives et amusantes, en françois & en allemand pour l'usage des amateurs des deux langues. On y a joint l'Histoire de la pucelle d'Orléans, Strasbourg, Bauer, et Paris, Pierre-Théophile Barrois, 1772, 409 p.
- Joachim Heinrich Campe :
  - Columbus, oder Die Entdekkung von Westindien, ein angenehmes und nützliches Lesebuch für Kinder und junge Leute, c'est-à-dire Colomb, ou La découverte des Indes occidentales, lecture amusante et utile pour les enfans et jeunes gens, Strasbourg, Philippe Jacques Dannbach ; Paris, Couturier, 1784, VIII-232 p.[11].
  - Robinson der Jüngere zur angenehmen und nützlichen Unterhaltung für Kinder, c'est-à-dire Robinson le jeune, Strasbourg, Philippe Jacques Dannbach ; Paris, Couturier, 1784[12].
- Leçons de droit public, dédiées à Monsieur, frère du Roi, Paris, Couturier, 1786.

### Traductions de l'allemand vers le français
- Friedrich Gottlieb Klopstock, Le Messie, poëme en dix chants, Paris, Vincent, 1769,  2 vol. (lire en ligne) : Junker a établi, avec Pierre-Thomas Anthelmy (1730-1783), professeur de mathématiques à l'École royale militaire, et un troisième traducteur anonyme, la première traduction française de La Messiade, incomplète (elle s'arrête à la Xe ode)[13].
- Choix varié de poésies philosophiques et agréables, Avignon, veuve Girard et F. Séguin, 1770, 2 vol. ; contient un poème de Christoph Martin Wieland, Cantique sur la beauté du printems, deux de Justus Friedrich Wilhelm Zachariae, Les Quatre âges de la femme, poème en 4 chants et Au rossignol, quatre fables de  Christian Fürchtegott Gellert.
- Christoph Martin Wieland : 
  - Les Grâces et Psyché entre les Grâces, Paris, Hansy le jeune et Bastien, 1771, 145 p.
  - Contes comiques, Paris, Fétil, 1771.
- Justus Friedrich Wilhelm Zachariae et Hans Ernst von Teubern, Louise, ou le Pouvoir de la vertu du sexe, conte moral, Paris, Prevost, 1771 (lire en ligne).
- Théâtre allemand, ou Recueil des meilleures pièces dramatiques, tant anciennes que modernes qui ont paru en langue allemande, précédé d'une dissertation sur l'origine, les progrès et l'état actuel de la poésie théâtrale en Allemagne, Paris, J. P. Costard, 1772, 2 vol. (comprend : Miss Sara Sampson, Les Juifs, L'Esprit fort et Le Trésor de Gotthold Ephraim Lessing, La Fidélité éprouvée, pastorale de Karl Christian Gärtner, Le Billet de loterie de Christian Fürchtegott Gellert) ; réédition en 1785 en 4 vol. : s'y ajoutent : Minna de Barnhelm, ou le Bonheur militaire et Le Misogyne, ou l'Ennemi des femmes de Lessing ; Thamos, roi d'Égypte de Tobias Philipp von Gebler ; Codrus de Johann Friedrich von Cronegk.
- Moses Mendelssohn, Phédon, ou Entretiens sur la spiritualité et l'immortalité de l'âme, Paris, Saillant, 1772 ; réédition : Amsterdam, B. Vlam, 1773 (lire en ligne).
- Gotthold Ephraim Lessing, Dramaturgie, ou Observations critiques sur plusieurs pièces de théâtre, tant anciennes que modernes, Paris, Durand neveu et Couturier, 1785.

### Traductions du français vers l'allemand
- Jacques-Agathange Le Roy, Versuch über den Gebrauch und die Wirkungen der Seidelbastrinde, Ecorce du garou, von Hrn. Le Roy [...] Aus dem Französischen und nach des Verfassers eigenhändigen Verbesserungen überzetzt, Strasbourg, Jean-Geoffroy Bauer, 1773 (traduction de : Essai sur l'usage et les effets de l'écorce du garou, vulgairement appellé Sain-bois, employée extérieurement contre des maladies rebelles & difficiles à guérir, paru en 1767).